# Мусалус, Андреас
Андреас Мусалус  (лат. Andreas Musalus, итал. Andrea Musalo, греч. Ανδρέας Μουσάλος; ca. 1665/6 — ca. 1721) — греческий профессор математики, философии и теоретик архитектуры работал в основном в городе Венеция в 17-м веке в годыитальянского Возрождения.

## Биография
Андреас Мусалус родился в знатной греческой семье в 1665, году в Кандия на контролируемом в те годы Венецианской республикой острове Крит.
Его семья корнями уходит в Константинополь и его отец по профессии был медиком . По причине войны 1645—1669 годов повлёкшей завоевание острова османами его семья бежала в Венецию когда Андреас был ребёнком . Здесь Андреас получил начальное образование и поступил в Падуанский университет, где изучал право и математику. В Падуе Мусалус учился риторике у Pietro Paolo Calore и математике у Filippo Vernade, генерал-лейтенанта артиллерии Венецианской республики. Vernade преподал Мусалусу математику военной инженерии. Мусалус продолжил своё образование и достиг такого огромного прогресса что в 1697 году в возрасте 32 лет, был назначен преподавать математику в Венеции . Мусалус женился в 1707 году, и умер в 1721 году, в регионе Венеция.